# Baskien runt

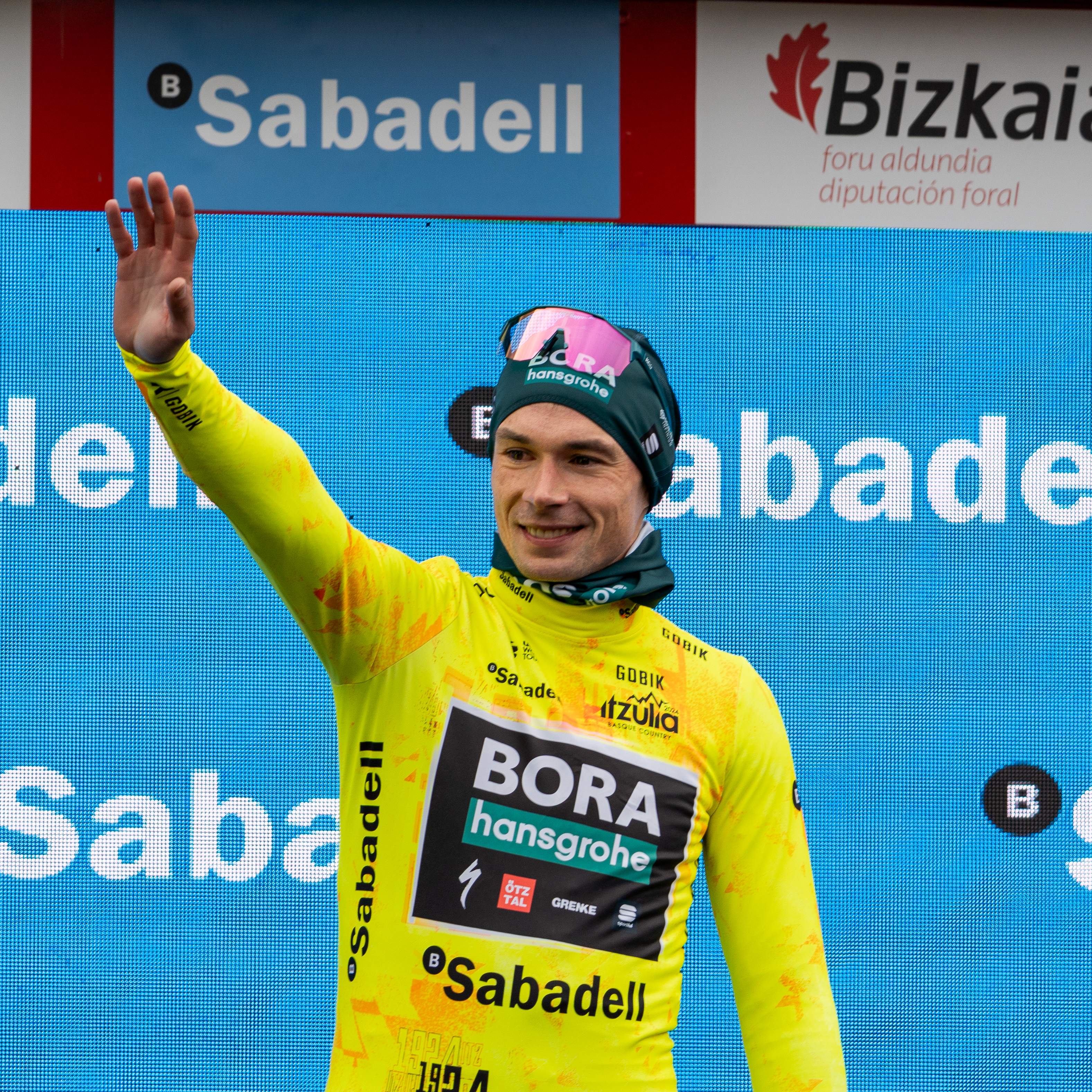
Ledartröjan i Baskien runt är gul. Här Primož Roglič efter etapp 2 2024. Två dagar senare kraschade han dock våldsamt, tillsammans med flera andra, och tvingades utgå.

Baskien runt, officiellt Itzulia Basque Country (herrar) sedan 2018, dessförinnan Vuelta al País Vasco, är ett etapplopp i landsvägscykling som körs årligen i den spanska autonoma regionen Baskien. Därtill avhålls ett treetappers damlopp, Itzulia Women.
Herrloppet körs i början av april och ingår i UCI World Tour sedan staren av denna 2011. Det första loppet kördes 1924.
På grund av Spanska inbördeskriget och dess konsekvenser gjorde loppet uppehåll från 1936 till 1968, men liknande lopp i Baskien gick under tiden (som Subida a Arrate från 1952 och Eibarko Bizikleta från 1941, vilka senare slagits samman med Baskien runt). Flest totalsegrar har spanjorerna José Antonio González och Alberto Contador med fyra var (1972, 1975, 1977 och 1978 respektive 2008, 2009, 2014 och 2016). Sedan 2016 har loppets sista etapp avslutats i Eibar (eller på berget Arrate strax norr därom).
Damloppets första upplaga kördes 2022 och det ingår sedan dess i UCI Women's World Tour. Det avhålls i mitten av maj. Sista etappen har sedan första upplagan haft mål i San Sebastian.
Baskienregionen har ett bergigt landskap och etapperna är sällan platta, utan karakteriseras av korta, men branta, backar som gynnar de cyklister som är duktiga klättrare.
Baskien runt nämns i Ernest Hemingways roman Och solen har sin gång.

## Podieplaceringar

### Herrar
| 1931-1934 |

| 1936-1968 |

### Damer
| År   | Vinnare        | Tvåa                 | Trea                 |
| ---- | -------------- | -------------------- | -------------------- |
| 2022 | Demi Vollering | Pauliena Rooijakkers | Kristen Faulkner     |
| 2023 | Marlen Reusser | Demi Vollering       | Katarzyna Niewiadoma |
| 2024 | Demi Vollering | Mischa Bredewold     | Juliette Labous      |
| 2025 | Demi Vollering | Mischa Bredewold     | Sarah Van Dam        |